# 早安美國
《早安美國》（英語：Good Morning America，縮寫），是在美國廣播公司（ABC）播出的晨間新聞性節目，於1975年11月3日開播。每週一至週五播出兩小時，另在2007至2008年間則延長第三個小時，並在ABC News Now（今ABC News Live）播出。
節目内容包括新聞、清談、天氣以及特備專題，從位於紐約市的時報廣場攝影棚現場製作，並且由全國聯播分台播出。目前由黛安·索耶與羅賓·羅伯特（Robin Roberts）擔綱主持。資深主播查爾斯·吉布森在2006年離開本節目，並成為《ABC世界新聞》當家主播。
傳統上，《早安美國》通常是美国晨间新闻与脱口秀节目中收視率第二高的節目（僅次於NBC的《今日秀》），但在1980年代至1990年代中期，由最受歡迎的組合－吉布森與瓊安·蘭登（Joan Lunden）擔任主播之時，曾贏頭趕過對手。2007年《早安美國》迎接了他們首次獲得的兩座艾美獎，2008年也再次獲獎。

## 歷史

### 1975年：開播年

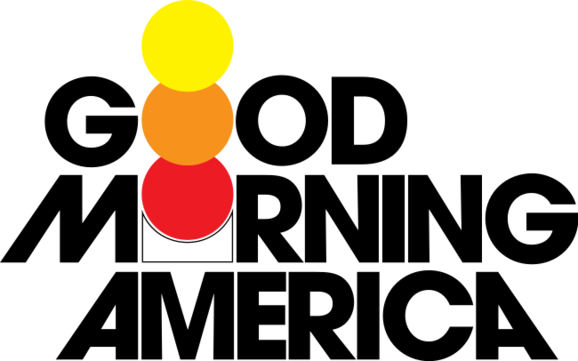
《早安美國》的第一代標誌，使用於1975年至1987年。

1975年1月6日，ABC試著要和NBC的《今日秀》競爭，因此製播了《AM America》這個節目。ABC的這個節目是由比爾·布特爾（Bill Beutel）與史塔芬妮·愛德華(電視)（Stephanie Edwards）聯合主持，而彼得·詹寧斯負責播報新聞的工作。這個節目收視率不佳，無法對抗《今日秀》的主播搭檔吉姆·賀茲（Jim Hartz）與芭芭拉·華特絲，因此ABC開始找尋新的目標。
與此同時，他們發現位於俄亥俄州克里夫蘭市的聯播台WEWS並沒有播出《AM America》，而是播出了在地製作的節目《The Morning Exchange》。和《A.M. America》與《今日秀》有所不同，《The Morning Exchange》的特色是呈現輕鬆的氣氛，在每小時的頭尾後會提供即時新聞與天氣狀況，而其他時間則討論有趣且具娛樂性的主題。本節目也建立了固定來賓班底，成員是來自於各個領域的專家，像是健康、娛樂、消費、旅遊等等。另一個差異就是，本節目不在主播台上播出，而是在客廳般的攝影棚裡進行轉播。
ABC拿了一集《The Morning Exchange》來進行試播。在試播後隨即收到熱烈迴響，因此1975年11月，《早安美國》就以此形式為架構播出，取代了原先的《A.M. America》。《早安美國》第一位主持人是大衛·哈特曼（David Hartman），並找來Nancy Dussault聯袂主持。1977年Dussault則被珊蒂·希爾（Sandy Hill）取代。

### 1976年－1989年：成長與改變
根據AC尼爾森調查，《早安美國》的攀升速度雖慢，但在1970年代仍穩定成長。到了1980年代，《今日秀》則是遭遇觀眾流失的問題，特別是在芭芭拉·華特絲決定為了在ABC的工作離開NBC時。1976年8月30日，《今日秀》找來湯姆·布洛考（Tom Brokaw）接替主播工作，在這一年中《今日秀》計畫反擊《早安美國》所帶來的收視率威脅，除了找來女主播珍妮·寶蕾搭配布洛考，也啟用新主持人吉妮·夏立特（Gene Shalit）負責藝術與娛樂的相關議題。
在1980年代，《早安美國》持續威脅著《今日秀》。尤其是當布洛考離開《今日秀》，去和羅傑·穆德搭檔主持《NBC夜間新聞》時，《早安美國》首次贏過《今日秀》，得到美國晨間節目收視率第一的成績，《今日秀》則被擠到第二順位。
最初，《早安美國》其實主要是由大衛·哈特曼一人擔綱主持的談話性節目，後來才加入了 Nancy Dussault 與珊蒂·希爾，而新加入的成員是讀稿子多過於擔任主持工作。在1998年，希爾離開本節目而由瓊安·蘭登（Joan Lunden）取代了她的位置。她是來自於紐約WABC的主播。在哈特曼與瓊安的帶領之下，了本節目在幾季中都相當成功。尤其是瓊安的歡迎程度致使她也成為主要的主持人之一。不過倆人的合作在1987年2月20日哈特曼退休之後終止，當天是第3,189集的播出。 .
在哈特曼退休之後，瓊安則在1987年2月20日開始與查爾斯·吉布森搭檔，收視率也瞬間竄升，他們倆人成為1980年代末期與1990年代初期最後歡迎的電視新聞搭檔。這也是第一次，《早安美國》常態性的在收視率上打敗NBC《今日秀》的時期。

### 1990年－1998年：上升與式微
在1990年代《早安美國》成為壓倒性的收視率傑出節目之後，瓊安與吉布森成為了難以打敗的搭檔組合，但是在1995年的後期開始，卻從逐漸從順勢走向不穩的狀態。主要是因為瓊安開始要求能減少工作量，並和電視網的製作人提及這些早上的行程相當辛苦。因此ABC的決策長官答應給她一個黃金時段的節目－《Behind Closed Doors》，此節目將會列入ABC的計畫中。最後，1997年5月23日，瓊安決定步下她待了二十年的主播台，而在她離開本節目後她的位置則由麗莎·麥克雷（Lisa McRee）取代，而這個節目差點被停播。尤其是在吉布森1998年也離開本節目，由凱文·紐曼取代了他的位置之後，由麥克雷與紐曼擔綱《早安美國》主持重任的時期，不少觀眾都轉為收看《今日秀》，也因此讓自1995年12月11日後再度領先並持續保持第一的《今日秀》，收視率更是一飛沖天。

### 1999年－2005年：吉布森與索耶

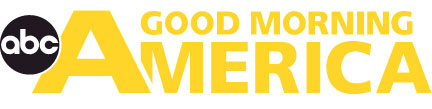
《早安美國》於2002年至2006年所使用的標誌。

1999年11月18日，在絕望的情勢中ABC決定孤注一擲，他們和吉布森協議重回節目的事宜，並且找來黛安·索耶搭檔主持。這個組合原本應該是短暫的搭配，直到ABC能找到合適的人來取代為止。然而，《早安美國》卻因這組搭檔的出現，卻在播出當時於收視率上再度打敗《今日秀》，雖然其一週間的觀眾喜愛程度仍未勝過《今日秀》。因此，《早安美國》整整有七年半的時間都無法更動吉布森與索耶以及其團隊，直到2000年3月18，擔任新聞主播的安東尼奧·摩拉（Antonio Mora）離開節目，前往芝加哥WBBM-TV任職，而他的位置則由前ESPN主播羅蘋·羅伯特（Robin Roberts）所取代。
本節目的製作在1999年8月30日，由ABC新聞位於林肯廣場（Lincoln Square）的總部，移至現在的時代廣場攝影棚所在地。這個新的地點，使得本節目能夠加入以戶外直播室對觀眾播出的特色。
2005年5月，ABC 宣布羅伯特這位新的主播，將會被提升到主要的位置。她在此之前，已是經常性的替吉布森或是索耶代班。在當年，《早安美國》仍未能全面性的在收視率上贏過《今夜秀》，雖然偶有一兩集節目的勝出，像是在教宗若望·保祿二世的喪禮當天，以及瑪麗亞·凱莉2005年舉辦演唱會之時，《早安美國》在其播出時段於主要收視區域（如紐約）都曾獲勝。這也許是《今日秀》的觀眾移轉到《早安美國》的一個指標。然而，近來這兩個節目的觀眾群的差異性，又再度的擴大。
2005年11月3日，《早安美國》以重新裝修位於時代廣場攝影棚的方式，慶祝了他們三十週年的生日。前主播大衛·哈特曼與瓊安·蘭登，以及前氣象專家史賓賽·克理斯提（Spencer Christian）都成為節目特別嘉賓。哈特曼在當日為本節目簽下了自己的至理名言：「由我們開始，創造美好的一天。」（From all of us, make it a good day），當日的《早安美國》也成為美國第一個以高清製作的晨間新聞性節目。
2005年12月3日，氣象播報員湯尼·帕金斯（Tony Perkins）離開了本節目，他自1999年開始就擔任氣象播報的工作，他們將當天節目的最後十分鐘獻給了帕金斯，在那段時間裡他感謝了節目的製作人，並且衷心的和三位主播說再見，包含了吉布森、索耶與羅蘋。帕金斯宣布他將會回歸家庭此後定居在華盛頓哥倫比亞特區。在那裡他將會回到他之前擔任過主播的WTTG-TV電視台工作。他也感性的在空中對自己的孩子說：「康納，如果你在看電視，爸爸就要回家了。」（Connor, if you're watching, daddy's comin' home.）之後，他的位置則由前芝加哥WGN-TV的晨間體育主播麥克·巴茲所取代。
2006年6月28日，大衛·吉布森也結束了他在《早安美國》的主持工作。做為主播，他為本節目貢獻了十九年的歲月，並且慶祝他終於能離開那張主播的椅子，吉布森在結束長期以來佔著這位子的生涯時，他說了：「十九年來，我的早晨不只是棒，而且是棒呆了。」（For 19 years, my mornings have been not just good — they've been great.）

### 2006年：索耶與羅伯特時代

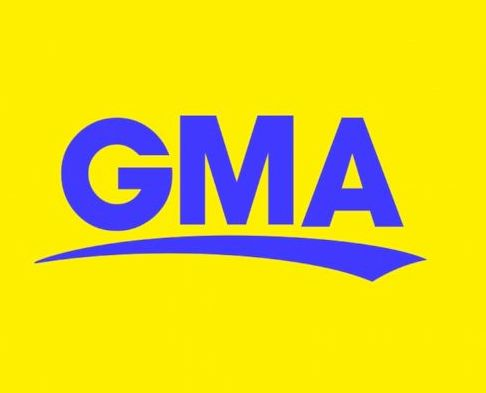
《早安美國》於2006年至2019年所使用的標誌。

一般預測，在2007年合約到期之時，黛安·索耶將會離開《早安美國》。因為事實上，她一直希望能獲得原先由吉布森擔任的ABC世界新聞主播位置。2006年8月，《早安美國》任命的新主播是克理斯·科摩（Chris Cuomo）。他除了繼續在ABC擔任主播職務，也繼續擔任「ABC 新聞」的資深特派員。於此同時，山姆·錢賓（Sam Champion）被任名為新的氣象主播以及 ABC 新聞的氣象編輯。自此開始，在2006年9月5日《早安今日》重塑樣貌的同時，科摩與錢賓開始擔負起各自的重任。對於科摩來說，播報新聞也是其在新聞領域裡的新工作。同時間，在2006年11月13日，《早安美國》也介紹了他們的新標誌，這次是金色的字體加上藍色的背景。這個標誌有近似於《早安美國》在1987年使用標誌的樣貌。同樣也使用在數位電視的同一個節目中，算是給了對手《今日秀》迎頭一擊。
2007年6月29日，本節目影評人喬伊·席格因癌症過世，享年六十三歲。因此07月9日這集節目是特別獻給席格的一集，幾位前主播包含哈特曼、希爾、蘭登、紐曼、克理斯提、帕金斯與吉布森都參與了節目，並分享了他們對於席格的記憶與懷念。
2007年7月31日，主播羅蘋·羅伯特宣布她被診斷出罹患了乳癌，她是在準備席格紀念專輯時自己發現到這個問題的，一直到進行化療之前她仍繼續擔任主播工作，在在2008年3月28日她已經完成了所有的放射線療程。
2007年10月22日《早安美國》介紹了他們的新的節目外觀，以早期他們所使用的設計做為特色，從原先基本的藍色中加入了更多金黃色的設計。而他們的開場從原先主持人在介紹其他人時將鏡頭拉近的方式，變成了搭配音樂（由紐約當地音樂製作公司「DreamArtists Studios」所製作），加上《早安美國》的標誌落在螢幕上的背景，多年來他們也第一次至換了原先在螢幕上的時鐘樣式，小時鐘的特色是橘色的背景加上ABC新聞的標誌。
在呈現了節目新的樣貌之後，英國時尚評論家Trinny Woodall與蘇珊娜·康斯坦丁（Susannah Constantine）也特別在第八十屆奧斯卡獎的報導中提及此事。

《早安美國》於2021年至2022年所使用的標誌。

2008年1月15日，在一場節目訪問中，黛安·基頓說到她相當欣賞索耶的美麗，並宣稱如果他有著和索耶一樣的嘴唇，那「我就不用靠我他媽的個性來工作。」（I wouldn't have worked on my fucking personality!）她也說自己現在就會是已婚狀態了。基頓很快的為她的說法道歉，而索耶則威脅基頓要找她媽媽來「管管你的個性而且拿肥皂洗你的嘴」。這違反了美國聯邦通信委員會的法律規範，導致《早安美國》的製作人與ABC的負責人被處以罰款。委員會的官員聲明，近來的法律行動與政策的改變，也許會導致他們在進行任何行動時感到無所適從。

## 標誌

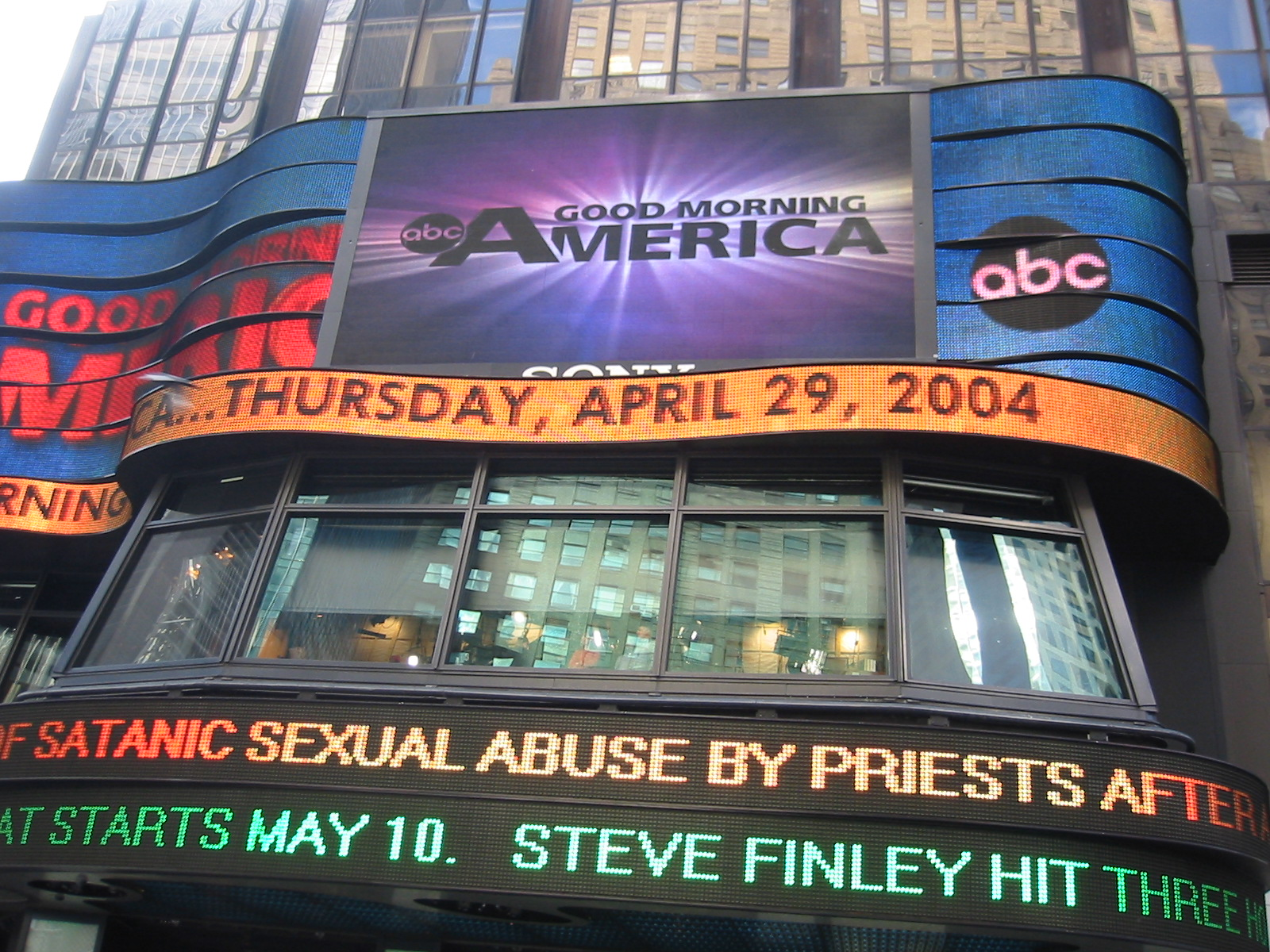
《早安美國》2004年片頭於時代廣場的大屏幕上出現

## 週末版本
從1993年第一個週末版本到1999年，《早安美國》僅在週日播出。現在週六和週日的一小時版本，是在2004年9月4日開始播出的，由比爾·韋爾（Bill Weir）與凱特·斯諾（Kate Snow）擔任主播，朗·克萊本（Ron Claiborne）是氣象主播，而玫莉索·卡斯楚（Marysol Castro）則是負責氣象與助理播報。

## 2008年－迄今
2009年9月初，《早安美國》創下歷史紀錄，新聞播報員登上了美鐵的火車，他們的標語是：「50天在50州。」（50 States in 50 Days），他們第一站停留的地方是麻薩諸塞州的里奇蒙。

## 早安美國電台版
2006年1月，《早安美國》在「XM」廣播電台的《Take Five》中播出。本節目將會綜合兩者的特點，提供來自於電視新聞編輯的議題，讓支持者能一起討論。電台版的節目是由海莉·芭思琪主持，週一到週六東岸時間早上八點播出。

## ABC News Now
2007年9月4日，《早安美國》將節目延長了一個小時，現在成為三個小時的節目，而三小時的節目則是於他們二十四小時的新頻道「ABC News Now」獨家播出。現在這個節目的主要主持人是克里斯·柯摩，但也包含了主要的主播群。其他參與本節目的知名特派員還包括：克萊爾·希普曼（Claire Shipman）、張築珠（Juju Chang）、 黛博拉·羅伯特（Deborah Roberts）、伊莉莎白·巴爾加斯（Elizabeth Vargas）、凱特·斯諾（Kate Snow）、玫莉索·卡斯楚（ Marysol Castro）、朗·克萊本（Ron Claiborne）與碧安娜·葛瑞嘉（Bianna Golodryga）。

## 主持人群/主播群

### 現役主持人
- 黛安·索耶（Diane Sawyer）主播（1999年－迄今）
- 羅蘋·羅伯特（Robin Roberts）主播（2005年－迄今）
- 克里斯·柯摩（Chris Cuomo）新聞主播（2006年－迄今）
- 山姆·錢賓（Sam Champion）氣象主播（2006年－迄今）
- 凱特·斯諾（Kate Snow）週末主播（2004年－迄今）
- 比爾·韋爾（Bill Weir）週末主播（2004年－迄今）
- 朗·克萊本（Ron Claiborne）假日新聞主播（2004年－迄今）
- 玫莉索·卡斯楚（Marysol Castro）假日氣象主播（2004年－迄今）

### 前主持人
- 大衛·哈特曼（David Hartma）（1975年－1987年）
- Nancy Dussault （1975年－1977年）
- 珊蒂·希爾（Sandy Hill）（1977年－1980年）
- 瓊安·蘭登（Joan Lunden）（1980年－1997年）
- 查爾斯·吉布森（Charles Gibson）（1987年－1998年，1999年－2006年）
- 麗莎·麥克雷（Lisa McRee）（1997年－1999）
- 凱文·紐曼（Kevin Newman）（1998年－1999年）

### 前新聞主播
- 史提夫·貝爾（Steve Bell）（1975年－1985年）
- 凱薩琳·蘇利文（Kathleen Sullivan）（1985年－1987年）
- 傑德·杜瓦（Jed Duvall）（1987年－1988年）
- 弗瑞斯特·索耶（Forrest Sawyer）（1988年－1989年）
- 麥克·許奈德（Mike Schneider）（1989年－1993年）
- 摩頓·狄恩（Morton Dean）（1993年－1996年）
- 伊莉莎白·巴爾加斯（Elizabeth Vargas）（1996年－1997年）
- 凱文·紐曼（Kevin Newman）（1997年－1998年）
- 安東尼奧·摩拉（Antonio Mora）（1998年－2002年）
- 羅蘋·羅伯 （2002年－2005年）

## 貢獻：過去和現在
- 海莉·巴奇斯（Hilarie Barksy）（電台編輯，自2006年）
- 麥克·巴茲（Mike Barz）（2005年－2006年）通訊特派員/氣象播報
- 葛林·貝克（Glenn Beck）（自2007年）
- 希拉蕊·布朗（Hilary Brown）國外通訊特派員
- Taryn Winter Brill（自2008年）通訊特派員
- 史賓賽·克理斯提（Spencer Christian）（1986年－1999年）氣象播報
- 唐·達利（Don Dahler）（自2006年）
- 梅根·格拉羅斯（Megan Glaros）（自2007年）氣象專家
- 碧安娜·葛瑞嘉（Bianna Golodryga）（自2007年）
- 朗·海澤頓（Ron Hazelton）（自2006年）
- 米勒迪·哈普生（Mellody Hobson）（自2006年）財經專家
- 葛果利·杭特（Gregory Hunter）（自2006年）
- 蕾貝卡·柯爾斯（Rebecca Kolls）（自2006年）
- 特洛伊·強森（Tory Johnson）（自2007年）職場專家
- 提摩西·強森（Timothy Johnson）（自2006年）醫藥編輯
- Emeril Lagasse（自2006年）美食專家
- 莎拉·穆爾頓（Sara Moulton）（自2006年）美食專家
- 大衛·繆爾（David Muir）（自2006年）通訊特派員
- 安·普萊薛特·墨瑞（Ann Pleshette Murphy）（自2006年）
- 約翰·J. 南斯（John J. Nance）（自2006年）
- 湯尼·帕金斯（Tony Perkins）（1999年－2005年）氣象播報
- 沃夫根·帕克（Wolfgang Puck）（自2006年）美食專家
- 克萊爾·希普曼（Claire Shipman）（自2006年）資深國外通訊特派員
- Martha Raddatz（自2006年）
- Gloria Riviera國外通訊特派員
- 喬伊·席格（Joel Siegel）（1981年-2007年）影評人
- 喬治·斯特凡諾普洛斯（George Stephanopoulos）（1997年－2002年）政治分析師，《This Week》主持人，首席華盛頓通訊特派員
- 巴布·伍卓夫（Bob Woodruff）（自2006年），通訊員以及「ABC 新聞」主播

## 國際播送
在澳洲，九號電視網與地方分台WIN以及NBN在每週二到週五上午三點播出《早安美國》。週五版在星期六早上四點半播出，週六版則是星期一早上四點，本節目濃縮成為九十分鐘。一個全國性的澳洲天氣概況播報橫跨其中。同時段七號電視網與十號電視網也分別同時播出《今日秀》以及《CBS Early Show》。
「歐若比衛星電視網」（Orbit Satellite Television Network）在其下頻道「America Plus」播出本節目，時間是週一到週五的現場直播，當地是中東及歐洲時間晚間十一點整。
在菲律賓，《早安美國》的週末版從週二到週五，於當地時間七點半在「Velvet」播出，並且是現場直播。
在香港 無線電視新聞部亦有同類型的晨早節目名為香港早晨。

## 外部連結
- 官方網站 （页面存档备份，存于）
- 互联网电影数据库（IMDb）上《早安美國》的资料（英文）